# Sjarhej Veramko
Sjarhej Mikalaevič Veramko, altresì noto come Sergei Veremko e Sergey Veremko, raramente Syarhey Veramko (in bielorusso Сяргей Мікалаевіч Верамко?, in russo Сергей Веремко?, anglosassone Syarhey Nikolayevich Vyeramko; Minsk, 16 ottobre 1982), è un allenatore di calcio ed ex calciatore bielorusso, di ruolo portiere.

## Carriera

### Club
Veramko ha giocato nelle giovali dello Smeny Minsk e nell'Olimpii Minsk. Il suo primo allenatore fu Vladimir Il'ič Zaruckij.
Nel gennaio del 2011 firmò un contratto della durata di due anni e mezzo nella prima squadra del PFK Sevastopol'.

### Nazionale
Tra il 2008 ed il 2014 ha giocato complessivamente 26 partite con la nazionale bielorussa.

## Palmarès

### Club

#### Competizioni nazionali
- Campionato bielorusso: 4

BATĖ Borisov: 2008, 2009, 2010, 2016
- Coppa di Bielorussia: 1

BATĖ Borisov: 2009-2010
- Supercoppa di Bielorussia: 1

BATĖ Borisov: 2017